# Indice de Bott
En théorie des bandes, il est parfois utile d'être renseigné sur le caractère topologique d'un gap. Un indicateur courant est l'indice de Chern, cependant ce dernier n'est défini que dans un réseau périodique. Dans un réseau apériodique (typiquement un réseau désordonné) on peut utiliser à la place l'indice de Bott qui prend les mêmes valeurs que l'indice de Chern. Les mécanismes à l'origine de cette égalité sont encore très mal connus.

## Définition
On considère un réseau de {\displaystyle N} sites que l'on décrit via les matrices diagonales {\displaystyle X} et {\displaystyle Y}:
{\displaystyle X_{ij}=\delta _{ij}x_{i}} et {\displaystyle Y_{ij}=\delta _{ij}y_{i}}
On introduit ensuite les matrices {\displaystyle V_{X}} et {\displaystyle V_{Y}}
{\displaystyle {\begin{aligned}V_{X}={\text{exp}}\left({\frac {2\pi i}{L_{X}}}X\right)\qquad V_{Y}={\text{exp}}\left({\frac {2\pi i}{L_{Y}}}Y\right)\end{aligned}}}
où {\displaystyle L_{X}} et {\displaystyle L_{Y}} représentent la taille caractéristique du réseau.
On considère ensuite que le système est entièrement décrit par l'hamiltonien {\displaystyle {\widehat {H}}} tel que
{\displaystyle {\begin{aligned}{\widehat {H}}|n\rangle =\lambda |n\rangle \end{aligned}}}
où les {\displaystyle |n\rangle } sont les états propres du système. On définit alors un projecteur {\displaystyle P} pour une fréquence propre {\displaystyle \omega ={\mathfrak {Re}}(\lambda )} :
{\displaystyle {\begin{aligned}P=\sum _{\omega _{n}<\omega }|n\rangle \langle n|\end{aligned}}}
que l'on utilise pour définir {\displaystyle {\widehat {V_{X}}}=PV_{X}P} et {\displaystyle {\widehat {V_{Y}}}=PV_{Y}P}.
On peut alors calculer l'indice de Bott associé à un mode propre {\displaystyle \omega } :